# Åsikt
Åsikt är en människas sätt att se på någonting, till exempel:
– Enligt min åsikt så har veterinärer det bästa jobbet. Det handlar alltså om en bedömning , synpunkt eller ett uttalande om vad personen ifråga (personligen) tycker, snarare än fakta, som är sanna påståenden.

## Definition
En given åsikt kan handla om subjektiva frågor där det inte finns något avgörande fynd, eller det kan handla om fakta som man försöker bestrida av den logiska felaktigheten att man har rätt till sina åsikter.
Det som skiljer fakta från åsikt är att fakta är verifierbara, det vill säga kan accepteras av experters samförstånd. Ett exempel är: "Amerikas förenta stater var inblandade i Vietnamkriget," kontra "Amerikas förenta stater gjorde rätt i att engagera sig i Vietnamkriget". En åsikt kan stödjas av fakta och principer, i vilket fall det blir ett argument.
Olika människor kan dra motsatta slutsatser (åsikter) även om de är överens om samma uppsättning fakta. Åsikter förändras sällan utan att nya argument förs fram. Man kan resonera att en åsikt stöds bättre av fakta än en annan, genom att analysera stödargumenten.
Vid tillfällig användning kan termen åsikt vara resultatet av en persons perspektiv, förståelse, särskilda känslor, övertygelser eller önskningar.
Även om det inte är svårt, definieras kollektiva åsikter eller professionella åsikter som att de uppfyller en högre standard för att underbygga åsikten. 

## Kollektiva och professionella åsikter

### Allmän åsikt
I modern användning är den allmänna opinionen summan av individuella attityder eller övertygelser som innehas av en befolkning (till exempel en stad, stat eller land), medan konsumenternas åsikter är ett liknande aggregat som samlas in som en del av marknadsundersökningar (till exempel åsikter från användare om en viss produkt eller tjänst). Vanligtvis, eftersom processen att samla in åsikter från alla individer är svår, dyr eller omöjlig att få fram, uppskattas den allmänna opinionen (eller konsumenternas åsikter) med undersökningsurval (till exempel med ett representativt urval av en population). 

### Gruppens åsikt
Inom vissa samhällsvetenskaper, särskilt statsvetenskap och psykologi, hänvisar gruppåsikter till sammanställningen av åsikter som samlats in från en grupp, som medlemmar av en jury, lagstiftande församling, kommitté eller annat kollektivt beslutsfattande organ. I dessa situationer är forskare ofta intresserade av frågor relaterade till sociala val, konformism och gruppolarisering.

### Vetenskaplig åsikt
"Vetenskaplig åsikt" kan återspegla åsikter om vetenskapliga angelägenheter som formulerats av en eller flera vetenskapsmän, publicerade i vetenskapliga tidskrifter eller respekterade läroböcker, som båda medför referentgranskning och rigorös professionell redigering. Det kan också hänvisa till åsikter publicerade av professionella, akademiska eller statliga organisationer om vetenskapliga rön och deras möjliga implikationer.
En relaterad – men inte identisk – term, vetenskaplig konsensus, är den rådande synen på ett vetenskapligt ämne inom det vetenskapliga samfundet, såsom den vetenskapliga åsikten om klimatförändringar.
Vetenskapliga åsikter kan vara "partiella, tidsmässigt betingade, motstridiga och osäkra" så att det kanske inte finns någon accepterad konsensus för en viss situation. Under andra omständigheter kan en viss vetenskaplig åsikt strida mot konsensus.
Vetenskaplig läskunnighet, även kallad offentlig förståelse av vetenskap, är ett utbildningsmål som handlar om att ge allmänheten de nödvändiga verktygen för att dra nytta av vetenskapliga åsikter.

### Juridisk åsikt
En " rättslig åsikt " eller "slututlåtande" är en typ av professionell åsikt, vanligtvis inkluderad i ett formellt juridiskt yttrande, som ges av en advokat till en klient eller en tredje part. De flesta juridiska yttranden ges i samband med affärstransaktioner. Yttrandet uttrycker advokatens professionella bedömning när det gäller den juridiska aspekten av transaktionen. Åsikten kan vara "ren" eller "motiverad". Ett rättsutlåtande är inte en garanti för att en domstol kommer att nå något särskilt resultat. Ett felaktigt eller ofullständigt rättsutlåtande kan dock utgöra skäl för ett anspråk på tjänstefel mot advokaten, enligt vilket advokaten kan bli skyldig att betala kärandens skadestånd som uppkommit till följd av att han förlitat sig på det felaktiga utlåtandet.

### Rättslig åsikt
Ett " rättsutlåtande " eller "domstolens yttrande" är ett yttrande från en domare eller grupp av domare som åtföljer och förklarar en order eller ett avgörande i en tvist inför domstolen. Ett domstolsutlåtande beskriver i allmänhet de fakta som domstolen erkände som fastställda, de rättsprinciper som domstolen är bunden av och tillämpningen av de relevanta principerna på de erkända fakta. Målet är att visa den logik som domstolen använde för att fatta sitt beslut.

### Motiverad åsikt
Som det andra steget i EU:s överträdelseförfarande avger EU-kommissionen ett "motiverat yttrande" när den misstänker att en medlemsstat inte har implementerat ett direktiv eller annan EU-lag. Det motiverade yttrandet utgör en formell begäran till den berörda staten om genomförandeåtgärder, vanligtvis inom en tidsfrist på två månader. Även enligt EU-lagstiftningen får en medlemsstat avge ett "motiverat yttrande" i förhållande till föreslagen EU-lagstiftning, om medlemsstaten är oroad över att förslaget strider mot EU:s subsidiaritetsprincip. Artikel 6, protokoll 2 till Lissabonfördraget (2007, trädde i kraft den 1 december 2009) ger medlemsstaterna möjlighet att avge ett motiverat yttrande inom 8 veckor efter det att de har underrättats om lagförslaget.